# Barótfi István
Barótfi István (Budapest, 1943. november 21.) magyar gépészmérnök, professzor emeritus, volt tanszékvezető egyetemi tanár, intézetigazgató és rektorhelyettes. Tudományos fokozata: CSc. (1985)

## Életpályája
Szülei dr. Barótfi István és Lehr Ilona voltak. 1962–1967 között a Budapesti Műszaki és Gazdaságtudományi Egyetem Gépészmérnöki Karán okleveles gépészmérnöki diplomát szerzett. 1967–1970 között az Orion Villamossági Vállalat tervezőmérnöke volt. 1970–1972 között a Bánki Donát Műszaki Főiskola adjunktusa volt. 1972-ben a Budapesti Műszaki és Gazdaságtudományi Egyetemen szakmérnök lett. 1972 óta a Szent István Egyetem (korábban: Gödöllői Agrártudományi Egyetem) oktatója. 1997 óta tanszékvezető egyetemi tanár. 1974 óta egyetemi doktor. 1990–1992 között az Energiagazdálkodási Tudományos Egyesület elnöke volt. 1990 óta a Magyar Biomassza Társaság alapítója, 1992–1998 között ügyvezető elnöke volt. 1996-ban habilitált. 1999 óta a Műszaki és Természettudományi Egyesületek Szövetsége (MTESZ) Pest megyei elnöke. 2004 óta a Környezetipari Rendszerek Intézetének igazgatója és az Épületgépészet, Létesítmény- és Környezettechnika Tanszék tanszékvezető egyetemi tanára. 2004-2008 között a Szent István Egyetem rektorhelyettese volt. 1971-ben házasságot kötött Rácz Edittel. Két fiuk született: Ákos (1973) és Szabolcs (1975).

### Kutatási területe
Az energetika, az épületgépészet és a környezettechnika. Nevéhez fűződik a megújuló energiaforrások és a környezettechnika oktatásának beindítása és országos elterjesztése. Főbb kutatási témái:
- Klimatizálás hőérzeti kérdései
- Épületenergetika
- Megújuló energiaforrások alkalmazása
- Környezettechnika
- Háztartástechnika, ökotrofológia

## Szakmai, tudományos társasági tagságok, tisztségek
- 1968-1980 Gépipari Tudományos Egyesület (GTE) tagja
- 1975- Építőipari Tudományos Egyesület (ÉTE) tagja
- 1980- Energiagazdálkodási Tudományos Egyesület (ETE) tagja
- 1981-1990 Mezőgazdasági szakosztály elnöke és az Épületenergetikai Munkabizottság vezetője
- 1985-1989 MTESZ Energetikai Koordinációs Bizottság tagja és az MTESZ Energetikai Koordinációs Bizottság Mezőgazdasági Albizottságának vezetője
- 1986-1990 Végrehajtó-bizottsági tag
  - 1990-1991 az egyesület elnöke
  - 1991-1996 elnökségi tagja
- 1988-1990 Díjbizottság elnöke
- 1991-1998 Magyar Biomassza Társaság (MBT) ügyvezető elnöke és az ISES (Nemzetközi Napenergia Társaság) tagja
- 1992-1998 Magyar Állathigiéniai és Környezetvédelmi Társaság elnökségi tagja
- 1999- MTESZ Pest Megyei elnöke
- 2002- ELMŰ Fogyasztóvédelmi Tanácsadó Testület tagja
- 2002-2008 Gazdasági Miniszter Energetikai Tanácsadó testületi tagja
- 2017- Magyar Épületgépészeti Koordinációs Szövetség (MÉgKSz) elnöke[3]

## Publikációs tevékenység
- Energiagazdálkodás című folyóirat szerkesztőbizottsági tagja
- Mezőgazdasági Energetikus füzetsorozat szerkesztője[5]
- Környezet 2000 főszerkesztője
- Magyar Épületgépészet szerkesztőbizottsági tagja

### Művei
- Mezőgazdasági Épületgépészeti Kézikönyv (szerző, szerkesztette, 1975)
- Mezőgazdasági technika és környezetvédelem (szerző, szerkesztette, 1982)
- Energiagazdálkodás az állattartásban (szerző, 1985)
- Energoszberegajuscsije technologii i agregatü na zsivotnodcseszkih fermah (szerző, 1988 Moszkva:  Agropromizdat)
- Környezettechnika kézikönyv (szerző, szerkesztette, 1991)
- Energiafelhasználói kézikönyv (szerző, szerkesztette, 1993)
- Szolgáltatástechnika (szerző és szerkesztette, 2001)

## Díjai, elismerései
- Szikla Géza-díj (1989)
- MTESZ emlékérem (1995)
- Gisevius Plakett (Németország, Giesseni Egyetem, 2002)
- Macskássy Árpád-díj (2004)
- SZIE Aranyérem (2007)[6]
- Lancae regis SZIE kitüntetés (Gödöllő, 2010)
- NM Miniszteri Elismerő Oklevél (2014)[7]
- REHVA (az európai épületgépész szövetség) díja: Professional Award in Sciences (2014)[8]
- A Magyar Érdemrend lovagkeresztje (polgári tagozat) (2015)[9]
- SZIE a Gépészmérnöki Kar örökös professzora (2016)[10]